# 韓国宇宙人輩出事業
韓国宇宙人輩出事業（かんこくうちゅうじんはいしゅつじぎょう、한국우주인배출사업）は、宇宙に最初の韓国人を送り込む韓国科学技術部主管による事業である。

## 概要
2004年に、韓国科学技術部はロシアに対して当時のレートで約25億円の契約費用を支払って商用の宇宙旅行の権利を購入し、韓国人を搭乗者として宇宙旅行に送り出すプロジェクトを開始した。
2006年12月25日に、36,206人の一般公募者から、2人の候補者（男女各1名）が、ソウル特別市江西区にあるSBS公開ホールで開催された式典で選ばれた。
- 高山(コ-サン)（30歳、男性、サムスン総合技術院研究者）[2]
- 李素妍(イ-ソヨン)（28歳、女性、韓国科学技術院(KAIST)研究者）[3]

2007年の初めに、2人はモスクワ近くのガガーリン宇宙飛行士訓練センターでの15ヶ月のトレーニングを受けるために、ロシアに送られた。2008年4月に2人のうちの1人がソユーズTMA-12に乗って国際宇宙ステーションに移動し、そこで、科学実験を行ないながら、約10日を過ごす計画であった。
2007年9月5日に、高山が第1候補、李素妍がバックアップに指名された。しかし、2008年3月10日に高山が訓練過程で許可されていない教材を借り出したり、それらの許可されていない資料を韓国に向けて送り出そうとしたなどの規律違反を行なったとして、ロシア側が高山を送り出すことに反対し、韓国側との協議の結果、李素妍が第1候補に変更された。高山はバックアップとなった。

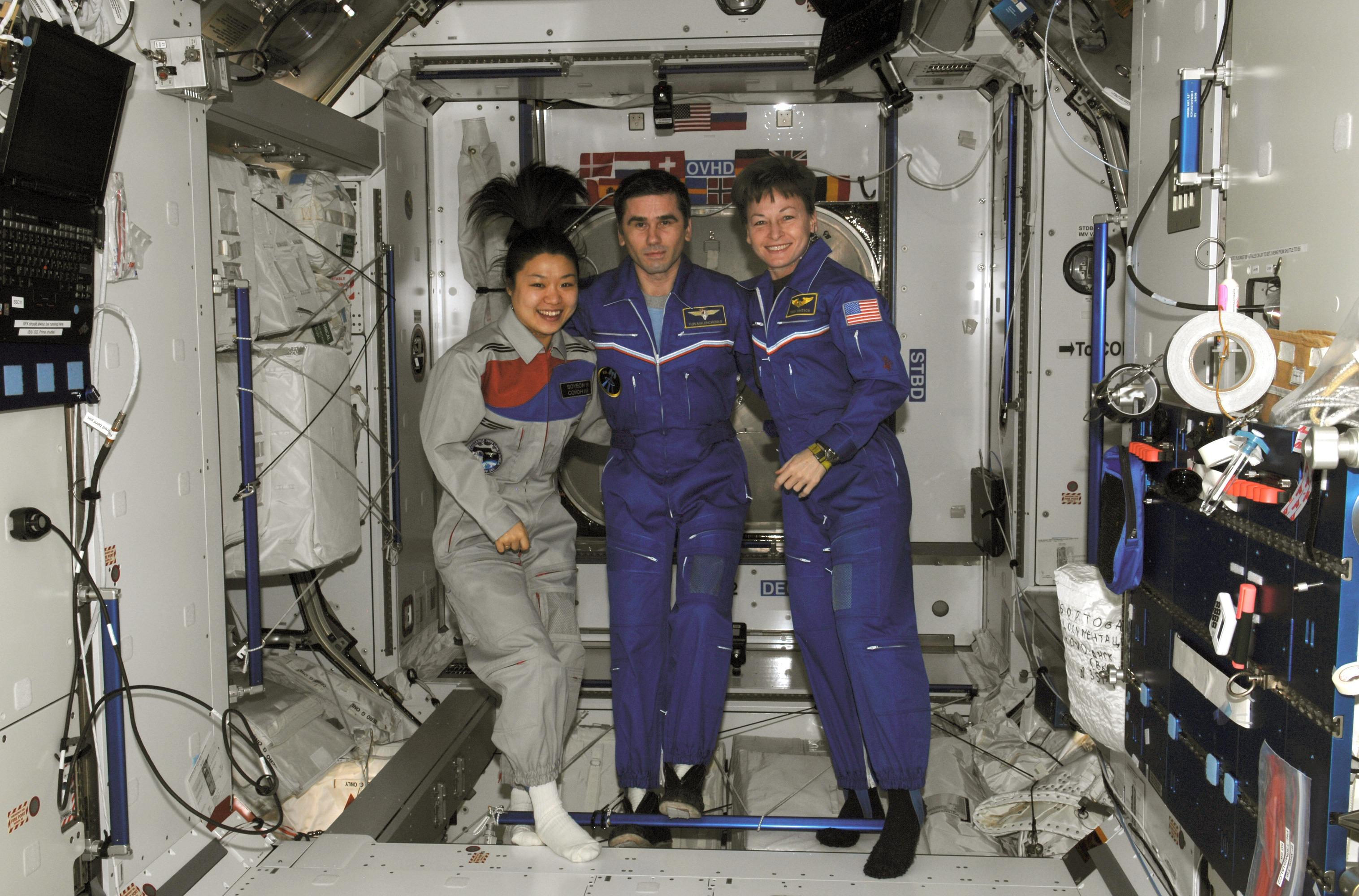
Yi So-yeon with NASA astronaut Peggy Whitson (right), Expedition 16 commander, and Russian Federal Space Agency cosmonaut Yuri Malenchenko (middle), flight engineer, at the 国際宇宙ステーション in April 2008.

2008年4月8日11:16 GMTに李素妍がカザフスタンのバイコヌール宇宙基地から離陸した。
なお、李素妍はNASAおよびロシアの記録上では宇宙飛行士ではなく宇宙飛行関係者とされている。

### 最終審査対象者
次の8人が最終審査に残った。
- Park Ji-young（23歳、女性、韓国科学技術院修士課程学生）[9]
- Yun Seok-oh（29歳、男性、漢陽大学校教職員）[10]
- Lee Jin-young（36歳、男性、韓国空軍少領[11]
- Jang Joon-sung（25歳、男性、富川南部警察署警衛）[12]
- Ryu Jeong-won（33歳、男性、会社CEO）[13]
- Lee Han-gyu（33歳、男性、サムスン SDI 研究者）[14]
- Choi Ah-jeong（24歳、女性、ソウル大学校修士課程学生）[15]
- Kim Young-min（33歳、男性、韓国基礎科学資源研究所 研究者）[16]